# Eucithara cazioti
Eucithara cazioti é uma espécie de gastrópode do gênero Eucithara, pertencente à família Mangeliidae.